# Nur geträumt
Nur geträumt ist ein Lied der Band Nena aus dem Jahr 1982. Das Lied wird der Neuen Deutschen Welle zugerechnet.

## Geschichte
Die Musik stammt von Uwe Fahrenkrog-Petersen, den Text schrieben Rolf Brendel und Nena.
Das Lied entstammt dem Album Nena und wurde im Mai 1982 vorab als Single ausgekoppelt. Der Band-Manager Jim Rakete ließ den Song in den Berliner Spliff-Studios aufnehmen. Die Platte blieb zunächst unbeachtet, bis es im August 1982 zu einem „legendären“ TV-Auftritt Nenas im Musikladen kam. Die mit neuem Cover veröffentlichte Platte erreichte für CBS Records Deutschland bislang unbekannte tägliche Verkaufszahlen von bis zu 40.000 Stück. Zu dem einem Teil des Erfolgs zugeschriebenen roten Leder-Minirock beim Auftritt sagte Nena später: „Ich hatte dann für mich immer so ganz stimmige Ideen und dann kam ich mit dem roten Minirock und das fanden die Jungs (Anm.: Die Band) gut und ich fand's sowieso gut.“ Die Single erreichte Platz zwei der deutschen Singlecharts und bedeutete den kommerziellen Durchbruch für Nena. Die Sängerin veröffentlichte im Laufe ihrer Karriere weitere Versionen des Liedes.
Die Single wurde im September 1982 als erste Goldene Schallplatte der Band ausgezeichnet.

## Chartplatzierungen
| ChartsChartplatzierungen     | Höchstplatzierung   | Wochen      |
| ---------------------------- | ------------------- | ----------- |
| Deutschland (GfK)            | 2 (32 Wo.)          | 32          |
| Österreich (Ö3)              | 9 (4½ (Monate) Wo.) | 4½ (Monate) |
| Schweiz (IFPI)               | 5 (5 Wo.)           | 5           |
| Vereinigtes Königreich (OCC) | 70 (4 Wo.)          | 4           |

## Coverversion
Blümchen coverte Nur geträumt 1997 in einer Happy-Hardcore-Version und erreichte damit die Top 10 der deutschen Single-Charts. Nena bezeichnete die Coverversion in einer Talkshow mit Heike Makatsch als „süß“.
2001 erschien eine Coverversion der Gruppe SPN-X feat. Tim Sander & Micha Krabbe, die Platz 43 in den deutschen Single-Charts erreichte.
Special D. coverte im März 2003 das Lied als Hands-up-Version unter dem Namen Come with Me.
Eine Coverversion von Die Ärzte wurde erstmals 2018 in der Werkschau Seitenhirsch veröffentlicht.